# Боровое (Ленинградская область)
Боровое (до 1948 года Пауккунен, фин. Paukkunen) — посёлок в Кузнечнинском городском поселении Приозерского района Ленинградской области.

## Название
По решению исполкома Севастьяновского сельсовета в начале 1948 года название деревни Пауккунен было изменено на Бор.
В июле 1948 года по настоянию комиссии по переименованию исполком сельсовета изменил свое решение и присвоил деревне название Боровая.
Окончательное переименование в посёлок Боровое было закреплено указом Президиума ВС РСФСР от 13 января 1949 года.

## История
Деревня Пауккунен находилась в составе волости Каукола Выборгской губернии Финляндии.
С января 1940 года — в составе Карело-Финской ССР.
С 1 августа 1941 года по 31 июля 1944 года, финская оккупация.
С 1 ноября 1944 года деревня Пауккунен учитывалась в составе Сепянъярвского сельсовета Кексгольмского района.
С 1 октября 1948 года — в составе Севастьяновского сельсовета Приозерского района. В ходе укрупнения к деревне были присоединены соседние селения Койо, Аутио, Рантасуо, Песси, Суоккала и Теревяйнен.
С 13 января 1949 года деревня Пауккунен стала учитываться, как посёлок Боровое в составе Севастьяновского сельсовета Приозерского района.
С 1 июня 1954 года, в составе Богатырёвского сельсовета Приозерского района.
В 1958 году население посёлка составляло 135 человек
С 1 апреля 1961 года — в составе Кузнечнинского поселкового совета.
По данным 1965, 1973 и 1990 годов посёлок Боровое входил в состав Кузнечнинского поссовета.
В 1997 году в посёлке Боровое Кузнечнинского поссовета проживали 2 человека, в 2002 году — постоянного населения не было.
В 2007 году в посёлке Боровое Кузнечнинского ГП проживали 6 человек, в 2010 году — 12 человек.

## География
Посёлок расположен в северной части района к западу от автодороги А121 «Сортавала» (Санкт-Петербург — Сортавала — автомобильная дорога Р-21 «Кола»)
Расстояние до административного центра поселения — 8,8 км.
В посёлке расположена железнодорожная платформа 152 км Приозерского направления Октябрьской железной дороги.
Посёлок находится на берегах Большого Боровского озера и Рыбацкого пролива озера Вуокса. К северо-западу расположено озеро Лопастное.

## Демография
| 2007 | 2010 | 2014 | 2015 | 2016 | 2017 | 2018 |
| ---- | ---- | ---- | ---- | ---- | ---- | ---- |
| 6    | ↗12  | ↘8   | ↘7   | ↗9   | ↗10  | →10  |
| 2019 | 2020 | 2021 | 2023 | 2024 | 2025 |      |
| ↗11  | →11  | ↘1   | ↗2   | ↘1   | ↗3   |      |

## Улицы
Береговая.